# ミハイロ・ピャノヴィッチ
ミハイロ・ピャノヴィッチ（セルビア語: Михајло Пјановић, ラテン文字転写: Mihajlo Pjanović、1977年2月13日 - ）は、セルビアの元サッカー選手。ポジションはフォワード。

## 経歴
1998年から2003年まで在籍したレッドスター・ベオグラードでは公式戦148試合で92得点を決めた。
ユーゴスラビア代表では2000年から2002年までの5試合に出場している。